# Unione Sportiva Salernitana 1958-1959
Questa pagina raccoglie i dati riguardanti l'Unione Sportiva Salernitana nelle competizioni ufficiali della stagione 1958-1959.

## Stagione
Per la seconda stagione consecutiva la Serie C non prevede retrocessioni, e questo serve a completare la riforma avviata la scorsa stagione allo scopo di formare un terzo girone, passando da 39 a 54 squadre.
La Salernitana approfitta della situazione non solo per ridurre le spese ma anche per cogliere l'opportunità di puntare sui giovani calciatori di Salerno, guidati dal tecnico Nicolò Nicolosi. I risultati ottenuti non sono soddisfacenti, e allora il presidente a stagione in corso, dopo la sconfitta nel derby contro la Casertana prende provvedimenti punitivi nei confronti dei calciatori: Oreste e De Benedictis vengono messi fuori squadra, mentre il resto della rosa, escluso il portiere Biondani, viene multato.
I risultati tuttavia non arrivano, e così al tecnico Nicolosi viene affiancato Vittorio Mosele, ma la situazione non cambia, e alla fine sarà ultimo posto, che non avrà conseguenze importanti visto che sin dall'inizio si sapeva che le retrocessioni per la stagione in corso non erano previste.
In Coppa Italia la Salernitana si ferma invece al secondo turno, battendo i cugini della Casertana e venendo sconfitta 2-1 dal Prato dopo i tempi supplementari.

## Divise
La maglia della Salernitana 1958-1959.
| Casa |

## Organigramma societario
Fonte
Area direttiva
- Presidente: Matteo Guariglia
- Segretario: Bruno Somma

Area tecnica
- Allenatore: Nicolò Nicolosi, dal 10/02/1959 Nicolò Nicolosi e Vittorio Mosele
- Allenatore in seconda: Mario Saracino
- Magazziniere: Pasquale Sammarco

Area sanitaria
- Medico Sociale: William Rossi
- Massaggiatore: Alberto Fresa

## Rosa
Fonte
| N. |                   | Ruolo | Calciatore              |
| -- | ----------------- | ----- | ----------------------- |
|    | Italia (bandiera) | P     | Renzo Biondani          |
|    | Italia (bandiera) | P     | Nicola Cifariello       |
|    | Italia (bandiera) | P     | Franco Romagnoli        |
|    | Italia (bandiera) | D     | Pietro Bacchini         |
|    | Italia (bandiera) | D     | Francesco De Benedectis |
|    | Italia (bandiera) | D     | Mario Feliciello        |
|    | Italia (bandiera) | D     | Bonaventura Manzo       |
|    | Italia (bandiera) | D     | Carlo Natali            |
|    | Italia (bandiera) | C     | Alfonso Barone          |
|    | Italia (bandiera) | C     | Antonio Cammarota       |
|    | Italia (bandiera) | C     | Fulvio Castaldi         |
|    | Italia (bandiera) | C     | Gino Gasperini          |
|    | Italia (bandiera) | C     | Luigi Gigante           |

| N. |                   | Ruolo | Calciatore            |
| -- | ----------------- | ----- | --------------------- |
|    | Italia (bandiera) | C     | Felice Marano         |
|    | Italia (bandiera) | C     | Francesco Oreste      |
|    | Italia (bandiera) | C     | Augusto Pedroni       |
|    | Italia (bandiera) | C     | Matteo Porpora        |
|    | Italia (bandiera) | A     | Vincenzo Bassi        |
|    | Italia (bandiera) | A     | Vincenzo Calabrese    |
|    | Italia (bandiera) | A     | Giuseppe Contente     |
|    | Italia (bandiera) | A     | Ferdinando Del Gaudio |
|    | Italia (bandiera) | A     | Saverio Fiore         |
|    | Italia (bandiera) | A     | Ciro Iannece          |
|    | Italia (bandiera) | A     | Alfredo Pastore       |
|    | Italia (bandiera) | A     | Roberto Vannucci      |

## Risultati

### Serie C

#### Girone di andata
| Salerno 21 settembre 1958 1ª giornata         | Salernitana | 0 – 1 referto | Reggina | Stadio Donato Vestuti |
| \| \| \| \| \| \| Marcatori \| 48’ Barozzi \| |             |               |         |                       |
|                                               |             |               |         |                       |
|                                               | Marcatori   | 48’ Barozzi   |         |                       |

| Marsala 28 settembre 1958 2ª giornata                           | Marsala   | 1 – 1 referto | Salernitana | Stadio Antonino Lombardo Angotta |
| \| \| \| \| \| Biagi 67’ (rig.) \| Marcatori \| 79’ Castaldi \| |           |               |             |                                  |
|                                                                 |           |               |             |                                  |
| Biagi 67’ (rig.)                                                | Marcatori | 79’ Castaldi  |             |                                  |

| Catanzaro 5 ottobre 1958 3ª giornata | Catanzaro | 0 – 0 referto | Salernitana | Stadio Militare |

| Salerno 12 ottobre 1958 4ª giornata                                                   | Salernitana | 1 – 3 referto                    | Barletta | Stadio Donato Vestuti |
| \| \| \| \| \| Iannece 90’ (rig.) \| Marcatori \| 51’, 69’ Marchetti 85’ Silvestri \| |             |                                  |          |                       |
|                                                                                       |             |                                  |          |                       |
| Iannece 90’ (rig.)                                                                    | Marcatori   | 51’, 69’ Marchetti 85’ Silvestri |          |                       |

| Cosenza 19 ottobre 1958 5ª giornata                                                    | Cosenza   | 5 – 0 referto | Salernitana | Stadio Emilio Morrone |
| \| \| \| \| \| Benedetti 1’, 82’ Della Pietra 20’ Risos 46’ Uxa 89’ \| Marcatori \| \| |           |               |             |                       |
|                                                                                        |           |               |             |                       |
| Benedetti 1’, 82’ Della Pietra 20’ Risos 46’ Uxa 89’                                   | Marcatori |               |             |                       |

| Salerno 26 ottobre 1958 6ª giornata         | Salernitana | 1 – 0 referto | Pescara | Stadio Donato Vestuti |
| \| \| \| \| \| Fiore 32’ \| Marcatori \| \| |             |               |         |                       |
|                                             |             |               |         |                       |
| Fiore 32’                                   | Marcatori   |               |         |                       |

| Napoli 2 novembre 1958 7ª giornata                                   | Cirio     | 0 – 2 referto                      | Salernitana | Stadio Signorini |
| \| \| \| \| \| \| Marcatori \| 14’ (aut.) Castelli 85’ Del Gaudio \| |           |                                    |             |                  |
|                                                                      |           |                                    |             |                  |
|                                                                      | Marcatori | 14’ (aut.) Castelli 85’ Del Gaudio |             |                  |

| Ancona 16 novembre 1958 8ª giornata                     | Anconitana | 1 – 1 referto | Salernitana | Stadio Dorico |
| \| \| \| \| \| Nolli 21’ \| Marcatori \| 17’ Iannece \| |            |               |             |               |
|                                                         |            |               |             |               |
| Nolli 21’                                               | Marcatori  | 17’ Iannece   |             |               |

| Salerno 23 novembre 1958 9ª giornata                          | Salernitana | 1 – 1 referto | Lecce | Stadio Donato Vestuti |
| \| \| \| \| \| Del Gaudio 72’ \| Marcatori \| 74’ Pinaroli \| |             |               |       |                       |
|                                                               |             |               |       |                       |
| Del Gaudio 72’                                                | Marcatori   | 74’ Pinaroli  |       |                       |

| Siracusa 30 novembre 1958 10ª giornata                                                      | Siracusa  | 3 – 2 referto            | Salernitana | Stadio Comunale |
| \| \| \| \| \| Franzò 40’ Radaelli 51’ Mora 52’ \| Marcatori \| 3’ Barone 56’ Del Gaudio \| |           |                          |             |                 |
|                                                                                             |           |                          |             |                 |
| Franzò 40’ Radaelli 51’ Mora 52’                                                            | Marcatori | 3’ Barone 56’ Del Gaudio |             |                 |

| Salerno 7 dicembre 1958 11ª giornata                      | Salernitana | 2 – 0 referto | Foggia & Incedit | Stadio Donato Vestuti |
| \| \| \| \| \| Oreste 74’ Castaldi 81’ \| Marcatori \| \| |             |               |                  |                       |
|                                                           |             |               |                  |                       |
| Oreste 74’ Castaldi 81’                                   | Marcatori   |               |                  |                       |

| Caserta 21 dicembre 1958 12ª giornata                                                  | Casertana | 5 – 0 referto | Salernitana | Stadio Alberto Pinto |
| \| \| \| \| \| Savastano 14’, 49’, 58’ Zessar 25’ Trento 67’ (rig.) \| Marcatori \| \| |           |               |             |                      |
|                                                                                        |           |               |             |                      |
| Savastano 14’, 49’, 58’ Zessar 25’ Trento 67’ (rig.)                                   | Marcatori |               |             |                      |

| Salerno 28 dicembre 1958 13ª giornata                   | Salernitana | 1 – 1 referto | L'Aquila | Stadio Donato Vestuti |
| \| \| \| \| \| Iannece 32’ \| Marcatori \| 45’ Marra \| |             |               |          |                       |
|                                                         |             |               |          |                       |
| Iannece 32’                                             | Marcatori   | 45’ Marra     |          |                       |

| Salerno 4 gennaio 1959 14ª giornata           | Salernitana | 1 – 0 referto | FEDIT | Stadio Donato Vestuti |
| \| \| \| \| \| Pastore 34’ \| Marcatori \| \| |             |               |       |                       |
|                                               |             |               |       |                       |
| Pastore 34’                                   | Marcatori   |               |       |                       |

| Trapani 11 gennaio 1959 15ª giornata          | Trapani   | 1 – 0 referto | Salernitana | Campo Aula |
| \| \| \| \| \| Magheri 87’ \| Marcatori \| \| |           |               |             |            |
|                                               |           |               |             |            |
| Magheri 87’                                   | Marcatori |               |             |            |

| Salerno 18 gennaio 1959 16ª giornata          | Salernitana | 0 – 1 referto | Arezzo | Stadio Donato Vestuti |
| \| \| \| \| \| \| Marcatori \| 48’ Tognoni \| |             |               |        |                       |
|                                               |             |               |        |                       |
|                                               | Marcatori   | 48’ Tognoni   |        |                       |

| Chieti 25 gennaio 1959 17ª giornata                             | Chieti    | 3 – 0 referto | Salernitana | Stadio della Civitella |
| \| \| \| \| \| Peruzzi 39’, 63’ Olivieri 65’ \| Marcatori \| \| |           |               |             |                        |
|                                                                 |           |               |             |                        |
| Peruzzi 39’, 63’ Olivieri 65’                                   | Marcatori |               |             |                        |

#### Girone di ritorno
| Reggio Calabria 1º febbraio 1959 18ª giornata                            | Reggina   | 2 – 1 referto  | Salernitana | Stadio Comunale |
| \| \| \| \| \| Caiumi 12’ Sospetti 50’ \| Marcatori \| 26’ Del Gaudio \| |           |                |             |                 |
|                                                                          |           |                |             |                 |
| Caiumi 12’ Sospetti 50’                                                  | Marcatori | 26’ Del Gaudio |             |                 |

| Salerno 8 febbraio 1959 19ª giornata                       | Salernitana | 1 – 1 referto | Marsala | Stadio Donato Vestuti |
| \| \| \| \| \| Gigante 53’ \| Marcatori \| 81’ De Corte \| |             |               |         |                       |
|                                                            |             |               |         |                       |
| Gigante 53’                                                | Marcatori   | 81’ De Corte  |         |                       |

| Salerno 15 febbraio 1959 20ª giornata        | Salernitana | 1 – 0 referto | Catanzaro | Stadio Donato Vestuti |
| \| \| \| \| \| Marano 74’ \| Marcatori \| \| |             |               |           |                       |
|                                              |             |               |           |                       |
| Marano 74’                                   | Marcatori   |               |           |                       |

| Barletta 22 febbraio 1959 21ª giornata                                              | Barletta  | 3 – 1 referto | Salernitana | Stadio Velodromo Lello Simeone |
| \| \| \| \| \| Gambino 26’ Guidazzi 32’ Silvestri 84’ \| Marcatori \| 85’ Barone \| |           |               |             |                                |
|                                                                                     |           |               |             |                                |
| Gambino 26’ Guidazzi 32’ Silvestri 84’                                              | Marcatori | 85’ Barone    |             |                                |

| Salerno 8 marzo 1959 22ª giornata                                                   | Salernitana | 3 – 1 referto | Cosenza | Stadio Donato Vestuti |
| \| \| \| \| \| Castaldi 3’ Del Gaudio 61’ Vannucci 86’ \| Marcatori \| 45’ Ardit \| |             |               |         |                       |
|                                                                                     |             |               |         |                       |
| Castaldi 3’ Del Gaudio 61’ Vannucci 86’                                             | Marcatori   | 45’ Ardit     |         |                       |

| Sulmona 15 marzo 1959 23ª giornata                              | Pescara   | 3 – 0 Campo neutro referto | Salernitana | Stadio Francesco Pallozzi |
| \| \| \| \| \| Pagliaro 12’ Ferrari 44’, 75’ \| Marcatori \| \| |           |                            |             |                           |
|                                                                 |           |                            |             |                           |
| Pagliaro 12’ Ferrari 44’, 75’                                   | Marcatori |                            |             |                           |

| Salerno 22 marzo 1959 24ª giornata                                                   | Salernitana | 2 – 3 referto            | Cirio | Stadio Donato Vestuti |
| \| \| \| \| \| Del Gaudio 41’ Barone 65’ \| Marcatori \| 69’ Vacca 75’, 86’ Lenzi \| |             |                          |       |                       |
|                                                                                      |             |                          |       |                       |
| Del Gaudio 41’ Barone 65’                                                            | Marcatori   | 69’ Vacca 75’, 86’ Lenzi |       |                       |

| Salerno 29 marzo 1959 25ª giornata           | Salernitana | 1 – 0 referto | Anconitana | Stadio Donato Vestuti |
| \| \| \| \| \| Marano 35’ \| Marcatori \| \| |             |               |            |                       |
|                                              |             |               |            |                       |
| Marano 35’                                   | Marcatori   |               |            |                       |

| Lecce 5 aprile 1959 26ª giornata                  | Lecce     | 2 – 0 referto | Salernitana | Stadio Carlo Pranzo |
| \| \| \| \| \| Nucini 42’, 72’ \| Marcatori \| \| |           |               |             |                     |
|                                                   |           |               |             |                     |
| Nucini 42’, 72’                                   | Marcatori |               |             |                     |

| Salerno 12 aprile 1959 27ª giornata                            | Salernitana | 1 – 1 referto | Siracusa | Stadio Donato Vestuti |
| \| \| \| \| \| Barone 69’ (rig.) \| Marcatori \| 42’ Franzò \| |             |               |          |                       |
|                                                                |             |               |          |                       |
| Barone 69’ (rig.)                                              | Marcatori   | 42’ Franzò    |          |                       |

| Foggia 19 aprile 1959 28ª giornata            | Foggia & Incedit | 1 – 0 referto | Salernitana | Stadio Pino Zaccheria |
| \| \| \| \| \| Colombo 51’ \| Marcatori \| \| |                  |               |             |                       |
|                                               |                  |               |             |                       |
| Colombo 51’                                   | Marcatori        |               |             |                       |

| Salerno 26 aprile 1959 29ª giornata              | Salernitana | 1 – 0 referto | Casertana | Stadio Donato Vestuti |
| \| \| \| \| \| Del Gaudio 87’ \| Marcatori \| \| |             |               |           |                       |
|                                                  |             |               |           |                       |
| Del Gaudio 87’                                   | Marcatori   |               |           |                       |

| L'Aquila 10 maggio 1959 30ª giornata           | L'Aquila  | 0 – 1 referto | Salernitana | Stadio Comunale |
| \| \| \| \| \| \| Marcatori \| 62’ Avallone \| |           |               |             |                 |
|                                                |           |               |             |                 |
|                                                | Marcatori | 62’ Avallone  |             |                 |

| Roma 16 maggio 1959 31ª giornata                                                                   | FEDIT     | 5 – 2 referto                | Salernitana | Motovelodromo Appio |
| \| \| \| \| \| Taddei 15’, 48’ Gaeta 26’, 70’, 80’ \| Marcatori \| 18’ Marano 52’ (rig.) Barone \| |           |                              |             |                     |
| |           |                              |             |                     |
| Taddei 15’, 48’ Gaeta 26’, 70’, 80’                                                                | Marcatori | 18’ Marano 52’ (rig.) Barone |             |                     |

| Salerno 24 maggio 1959 32ª giornata                                                     | Salernitana | 2 – 3 referto                   | Trapani | Stadio Donato Vestuti |
| \| \| \| \| \| Marano 12’ Barone 14’ \| Marcatori \| 22’, 43’ Magheri 37’ Zucchinali \| |             |                                 |         |                       |
|                                                                                         |             |                                 |         |                       |
| Marano 12’ Barone 14’                                                                   | Marcatori   | 22’, 43’ Magheri 37’ Zucchinali |         |                       |

| Arezzo 2 giugno 1959 33ª giornata                   | Arezzo    | 2 – 0 Recupero referto | Salernitana | Stadio Giuseppe Mancini |
| \| \| \| \| \| Pagliari 16’, 74’ \| Marcatori \| \| |           |                        |             |                         |
|                                                     |           |                        |             |                         |
| Pagliari 16’, 74’                                   | Marcatori |                        |             |                         |

| Salerno 7 giugno 1959 34ª giornata | Salernitana | 0 – 0 referto | Chieti | Stadio Donato Vestuti |

### Coppa Italia

#### Primo Turno
| Salerno 31 agosto 1958 Primo turno                                                                 | Salernitana | 3 – 2 referto             | Casertana | Stadio Donato Vestuti |
| \| \| \| \| \| Vannucci 16’ Oreste 26’ Del Gaudio 53’ \| Marcatori \| 12’ Savastano 73’ Roberti \| |             |                           |           |                       |
| |             |                           |           |                       |
| Vannucci 16’ Oreste 26’ Del Gaudio 53’                                                             | Marcatori   | 12’ Savastano 73’ Roberti |           |                       |

#### Secondo Turno
| Prato 7 settembre 1958 Secondo turno                                      | Prato     | 2 – 1 (d.t.s.) referto | Salernitana | Stadio Comunale |
| \| \| \| \| \| Nattino 79’ Moradei 116’ \| Marcatori \| 56’ Del Gaudio \| |           |                        |             |                 |
|                                                                           |           |                        |             |                 |
| Nattino 79’ Moradei 116’                                                  | Marcatori | 56’ Del Gaudio         |             |                 |

## Statistiche

### Statistiche di squadra
| Competizione | Punti | In casa | In casa | In casa | In casa | In casa | In casa | In trasferta | In trasferta | In trasferta | In trasferta | In trasferta | In trasferta | Totale | Totale | Totale | Totale | Totale | Totale | DR  |
| Competizione | Punti | G       | V       | N       | P       | Gf      | Gs      | G            | V            | N            | P            | Gf           | Gs           | G      | V      | N      | P      | Gf     | Gs     | DR  |
| ------------ | ----- | ------- | ------- | ------- | ------- | ------- | ------- | ------------ | ------------ | ------------ | ------------ | ------------ | ------------ | ------ | ------ | ------ | ------ | ------ | ------ | --- |
| Serie C      | 24    | 17      | 7       | 5       | 5       | 19      | 16      | 17           | 1            | 3            | 13           | 10           | 38           | 34     | 8      | 8      | 18     | 29     | 54     | -26 |
| Coppa Italia | -     | 1       | 1       | 0       | 0       | 3       | 2       | 1            | 0            | 0            | 1            | 1            | 2            | 2      | 1      | 0      | 1      | 4      | 4      | 0   |
| Totale       | -     | 18      | 8       | 5       | 5       | 22      | 18      | 18           | 1            | 3            | 14           | 11           | 40           | 36     | 9      | 8      | 19     | 33     | 58     | -26 |

### Andamento in campionato
| Giornata  | 1 | 2 | 3 | 4 | 5 | 6 | 7 | 8 | 9 | 10 | 11 | 12 | 13 | 14 | 15 | 16 | 17 | 18 | 19 | 20 | 21 | 22 | 23 | 24 | 25 | 26 | 27 | 28 | 29 | 30 | 31 | 32 | 33 | 34 |
| --------- | - | - | - | - | - | - | - | - | - | -- | -- | -- | -- | -- | -- | -- | -- | -- | -- | -- | -- | -- | -- | -- | -- | -- | -- | -- | -- | -- | -- | -- | -- | -- |
| Luogo     | C | T | T | C | T | C | T | T | C | T  | C  | T  | C  | C  | T  | C  | T  | T  | C  | C  | T  | C  | N  | C  | C  | T  | C  | T  | C  | T  | T  | C  | T  | C  |
| Risultato | P | N | N | P | P | V | V | N | N | P  | V  | P  | N  | V  | P  | P  | P  | P  | N  | V  | P  | V  | P  | P  | V  | P  | N  | P  | V  | P  | P  | P  | P  | N  |

Legenda:

Luogo: C = Casa; T = Trasferta. Risultato: V = Vittoria; N = Pareggio; P = Sconfitta.

### Statistiche dei giocatori
Fonte
| Giocatore        | Serie C  | Serie C | Serie C     | Serie C    | Coppa Italia | Coppa Italia | Coppa Italia | Coppa Italia | Totale   | Totale | Totale      | Totale     |
| Giocatore        | Presenze | Reti    | Ammonizioni | Espulsioni | Presenze     | Reti         | Ammonizioni  | Espulsioni   | Presenze | Reti   | Ammonizioni | Espulsioni |
| ---------------- | -------- | ------- | ----------- | ---------- | ------------ | ------------ | ------------ | ------------ | -------- | ------ | ----------- | ---------- |
| P. Bacchini      | 29       | 0       | ?           | ?          | ?            | 0            | ?            | ?            | 29+      | 0      | ?           | ?          |
| A. Barone        | 34       | 6       | ?           | ?          | ?            | 0            | ?            | ?            | 34+      | 6      | ?           | ?          |
| V. Bassi         | 0        | 0       | 0           | 0          | ?            | 0            | ?            | ?            | 0+       | 0      | 0+          | 0+         |
| R. Biondani      | 27       | -41     | ?           | ?          | ?            | -?           | ?            | ?            | 27+      | -41+   | ?           | ?          |
| A. Cammarota     | 0        | 0       | 0           | 0          | ?            | 0            | ?            | ?            | 0+       | 0      | 0+          | 0+         |
| V. Calabrese     | 10       | 0       | ?           | ?          | ?            | 0            | ?            | ?            | 10+      | 0      | ?           | ?          |
| F. Castaldi      | 31       | 3       | ?           | ?          | ?            | 0            | ?            | ?            | 31+      | 3      | ?           | ?          |
| N. Cifariello    | 0        | -0      | 0           | 0          | ?            | -?           | ?            | ?            | 0+       | -0+    | 0+          | 0+         |
| G. Contente      | 0        | 0       | 0           | 0          | ?            | 0            | ?            | ?            | 0+       | 0      | 0+          | 0+         |
| F. De Benedectis | 17       | 0       | ?           | ?          | ?            | 0            | ?            | ?            | 17+      | 0      | ?           | ?          |
| F. Del Gaudio    | 28       | 7       | ?           | ?          | ?            | 2            | ?            | ?            | 28+      | 9      | ?           | ?          |
| M. Feliciello    | 2        | 0       | ?           | ?          | ?            | 0            | ?            | ?            | 2+       | 0      | ?           | ?          |
| S. Fiore         | 14       | 1       | ?           | ?          | ?            | 0            | ?            | ?            | 14+      | 1      | ?           | ?          |
| G. Gasperini     | 0        | 0       | 0           | 0          | ?            | 0            | ?            | ?            | 0+       | 0      | 0+          | 0+         |
| L. Gigante       | 20       | 1       | ?           | ?          | ?            | 0            | ?            | ?            | 20+      | 1      | ?           | ?          |
| C. Iannece       | 16       | 3       | ?           | ?          | ?            | 0            | ?            | ?            | 16+      | 3      | ?           | ?          |
| B. Manzo         | 4        | 0       | ?           | ?          | ?            | 0            | ?            | ?            | 4+       | 0      | ?           | ?          |
| F. Marano        | 20       | 4       | ?           | ?          | ?            | 0            | ?            | ?            | 20+      | 4      | ?           | ?          |
| C. Natali        | 28       | 0       | ?           | ?          | ?            | 0            | ?            | ?            | 28+      | 0      | ?           | ?          |
| F. Oreste        | 11       | 1       | ?           | ?          | ?            | 1            | ?            | ?            | 11+      | 2      | ?           | ?          |
| A. Pastore       | 22       | 1       | ?           | ?          | ?            | 0            | ?            | ?            | 22+      | 1      | ?           | ?          |
| A. Pedroni       | 21       | 0       | ?           | ?          | ?            | 0            | ?            | ?            | 21+      | 0      | ?           | ?          |
| M. Porpora       | 25       | 0       | ?           | ?          | ?            | 0            | ?            | ?            | 25+      | 0      | ?           | ?          |
| F. Romagnoli     | 7        | -13     | ?           | ?          | ?            | -?           | ?            | ?            | 7+       | -13+   | ?           | ?          |
| R. Vannucci      | 8        | 1       | ?           | ?          | ?            | 1            | ?            | ?            | 8+       | 2      | ?           | ?          |